# Hagen Hauptbahnhof
Hagen Hauptbahnhof vasútállomás Németországban, Hagen városban. A német vasútállomás-kategóriák közül a második csoportba tartozik.

## Vasútvonalak
Az állomást az alábbi vasútvonalak érintik:
- Elberfeld–Dortmund-vasútvonal

## Kapcsolódó állomások
A vasútállomáshoz az alábbi állomások vannak a legközelebb:
- Wuppertal Hauptbahnhof (ICE 10)
- Dortmund Hauptbahnhof
- Bahnhof Hamm (Westfalen) (ICE 10)
- Hagen-Vorhalle station (Dortmund Hauptbahnhof, S5)
- Hagen-Wehringhausen station (Mönchengladbach Hauptbahnhof, S8)
- Hagen-Wehringhausen station (Haltern am See station, Recklinghausen Central Station, S9)